# Comté de Martin (Floride)
Pour les articles homonymes, voir Comté de Martin.
Le comté de Martin (Martin County) est un comté situé dans l'État de Floride, aux États-Unis. En 2010, la population était estimée à 146 318 habitants. Son siège est Stuart. Le comté a été fondé en 1925 à partir des comtés de Palm Beach et Sainte-Lucie, et doit son nom à John W. Martin, gouverneur de Floride de 1925 à 1929.

## Comtés adjacents

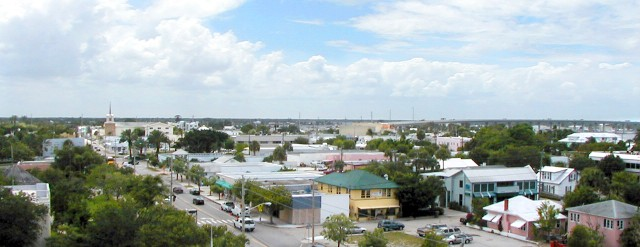
Vue de Stuart.

- Comté de Sainte-Lucie (nord)
- Comté de Palm Beach (sud)
- Comté de Hendry (sud-ouest)
- Comté de Glades (sud-ouest)
- Comté d'Okeechobee (nord-ouest)

## Principales villes
- Palm City, localité la plus peuplée du comté
- Jupiter Island
- Ocean Breeze Park
- Sewall's Point
- Stuart

## Démographie
| Groupe                           | Comté de Martin | Floride | États-Unis |
| -------------------------------- | --------------- | ------- | ---------- |
| Blancs                           | 87,3            | 75,0    | 72,4       |
| Afro-Américains                  | 5,4             | 16,0    | 12,6       |
| Autres                           | 4,2             | 3,7     | 6,4        |
| Métis                            | 1,6             | 2,5     | 2,9        |
| Asiatiques                       | 1,1             | 2,4     | 4,8        |
| Amérindiens                      | 0,6             | 0,4     | 0,9        |
| Total                            | 100             | 100     | 100        |
|                                  |                 |         |            |
| Hispaniques et Latino-Américains | 12,2            | 22,5    | 16,7       |

| 1930  | 1940  | 1950  | 1960   | 1970   | 1980   |
| ----- | ----- | ----- | ------ | ------ | ------ |
| 5 111 | 6 295 | 7 807 | 16 932 | 28 035 | 64 014 |

| 1990    | 2000    | 2010    | 2020    | - | - |
| ------- | ------- | ------- | ------- | - | - |
| 100 900 | 126 731 | 146 318 | 158 431 | - | - |